# Крі (мова)

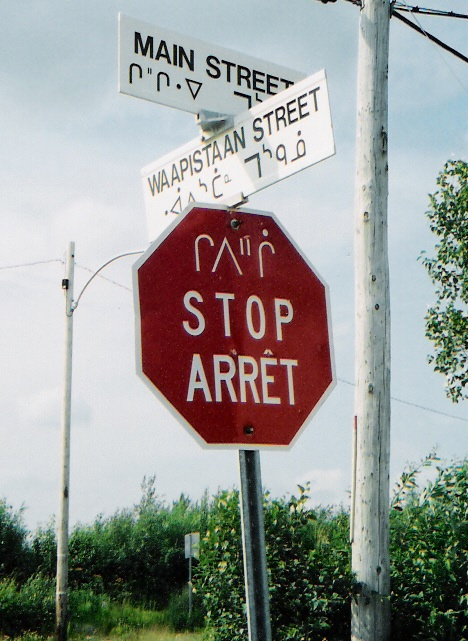
Дорожні знаки мовою крі, англійською та французькою у Містісіні (Mistissini).

Мова крі (фр. crie, англ. cree) — мова індіанців крі, частина алгонкінсько-вакашської мовної сім'ї. До мови крі відносять низку діалектів, розповсюджених від Затоки Святого Лаврентія до Скелястих гір. Мова крі — найбільш вживана з індіанських мов Канади. В залежності від регіону вона зазнала впливу англійської чи французької мов.
Мова крі має свою власну складову писемність, яка (в адаптованому вигляді) вживається також в мовах оджибве та інуїтів (ескімосів) інуктитут.

## Книжки мовою крі
- HYMN BOOK. (by James Evans) Norway House, 1841.
- CATECHISM. (Transl. James Evans) Rossville, é.n.
- THE HOLY BIBLE. (Transl. John Sinclair, Henry Steinhauer) London, 1861.
- BUNYAN: PILGRIM'S PROGRESS. (Transl. John Sinclair) Toronto, 1900.
- CREE HYMN BOOK. (by John McDougall) Toronto, 1888.
- CREE HYMN BOOK. (by Robert Steinauer, Egerton Steinauer) Toronto, 1920.
- THE EPISTLE OF PAUL THE APOSTLE TO THE GALATIANS. (Transl. Joseph Reader) Oonikup (Northwest Territory), S.a.
- THE ACTS OF THE APOSTLES and THE EPISTLES. London, 1891.
- THE BOOKS OF THE NEW TESTAMENT. London, 1859.
- THE EPISTLE OF PAUL THE APOSTLE TO THE EPHESIANS; THE EPISTLE OF JACOB; THE FIRST EPISTLE GENERAL OF JOHN. (Transl. Thomas Hullburt) Rossville, 1857.
- THE TRAVELLERS’ SPIRITUAL PROVISION (Calender) S.l., s. a.
- THE HANDBOOK TO SCRIPTURE TRUTH: WORDS OF ADMONITION, COUNSEL AND COMFORT. Toronto, 1893.
- PRIERES, CANTIQUES, CATÉCHISME ETC. EN LANQUE CRISE. Montreal, 1886.